# Chiesa di San Siro (Bargagli)
La chiesa di San Siro è un luogo di culto cattolico situato nella borgata di Viganego, in via Giovanni Carbone, nel comune di Bargagli nella città metropolitana di Genova. La chiesa è sede della parrocchia omonima del vicariato Medio-Alto Bisagno dell'arcidiocesi di Genova.

## Storia

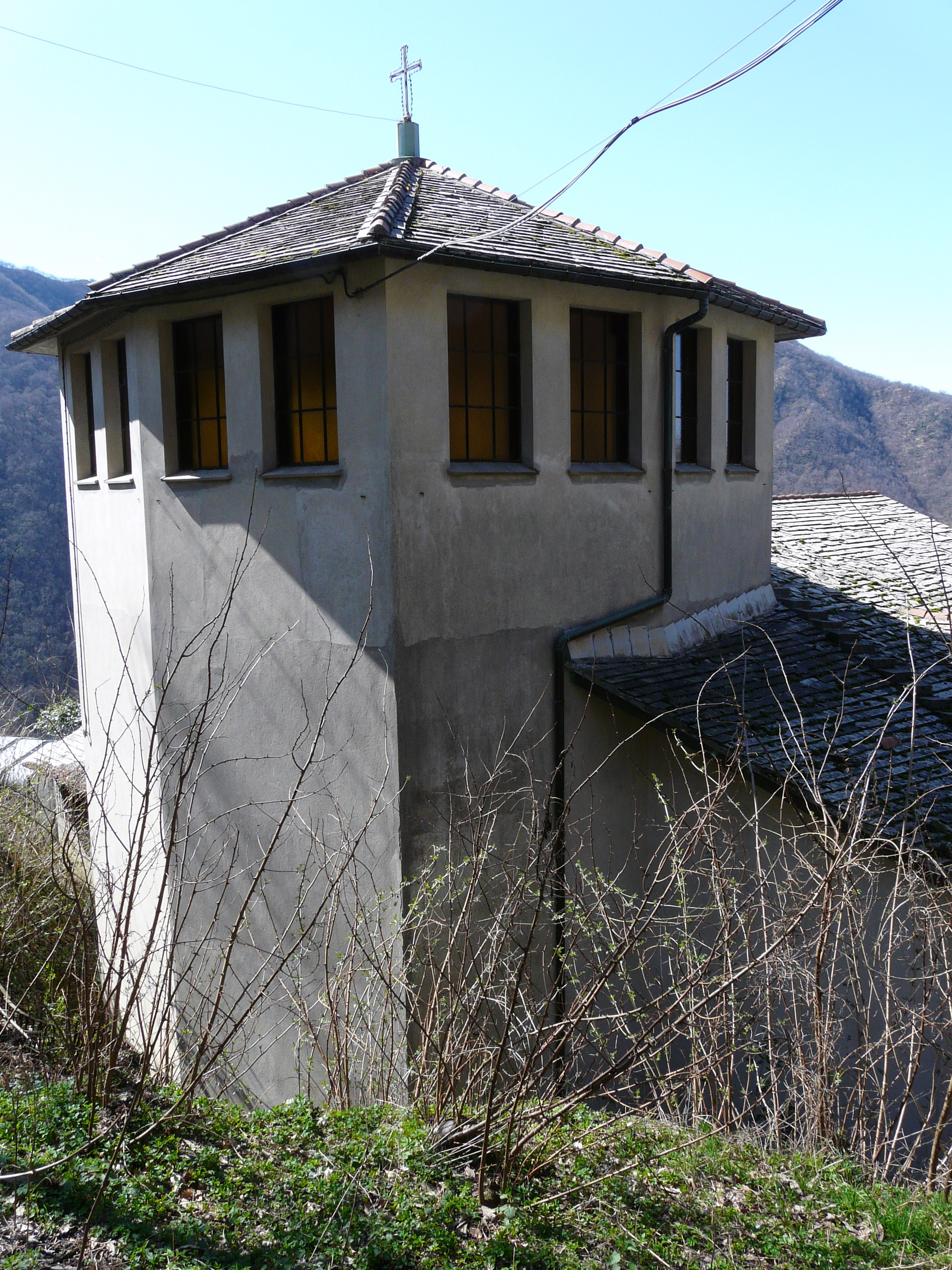
La cupola esterna

La primitiva citazione della chiesa è risalente a un documento del 30 gennaio 1258 e tale edificio fu quasi subito aggregato alla chiesa plebana omonima di Nervi; l'aggregazione durò fino al 1530 quando per decreto apostolico fu unita alla chiesa della Natività di Maria Santissima di Bogliasco, nel Golfo Paradiso.
L'unione durò per pochi anni poiché il domenicano Marco Cattaneo, arcivescovo titolare della diocesi di Rodi (Grecia), smembrò il 4 luglio del 1553 le due comunità e la chiesa di Viganego fu nuovamente sottoposta alla pieve di Nervi.
Fu il cardinale e arcivescovo di Genova Stefano Durazzo che nel 1645 aggregò Viganego al vicariato di Bargagli e in seguito al vicariato di Rosso (Davagna) dal 15 luglio 1858 su decisione del cardinale Placido Maria Tadini; oggi la comunità parrocchiale fa parte del vicariato Medio-Alto Bisagno dell'arcidiocesi genovese.

## Descrizione
Il primo ingrandimento dell'edificio si attuò nel 1615 dove si costruì il coro ad opera del maestro Antonio di Torriggia (frazione di Laglio); altri lavori furono eseguiti nel 1619 con la costruzione della nuova canonica e negli anni 1624-1625 con l'edificazione di una cappella alla Madonna della Neve.
Nel 1674 nuovamente il coro fu interessato da nuovi ampliamenti (l'autorizzazione fu pervenuta il 22 giugno), mentre il tetto ottenne il 18 aprile del 1708 il finanziamento di 100 lire per il suo rifacimento. Ancora in un periodo che va dal 1710 al 1714 fu rivisto l'intero complesso, dalla facciata al campanile fino alle vetrate; in quello stesso periodo fu dipinto nella volta, da pittore anonimo, la raffigurazione di san Siro.

## Il cedimento e la nuova edificazione

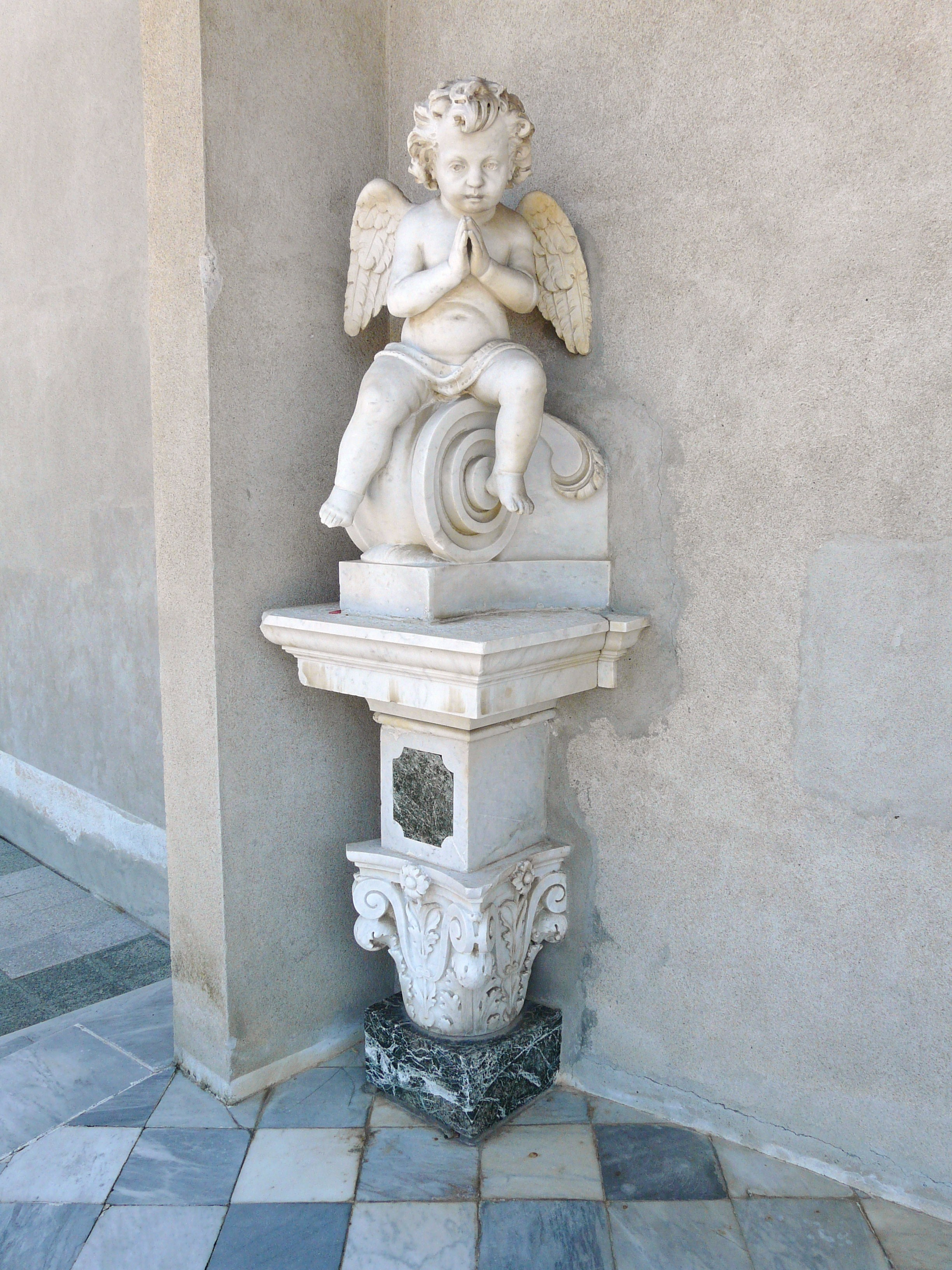
Particolare di una statua marmorea raffigurante un angelo

Per cause ricercabili nel cedimento del terreno collinare la chiesa, nel 1928, subì il distaccamento della facciata e della prima arcata dal tetto dell'edificio; il campanile s'inclinò vistosamente verso la chiesa.
Il 10 dicembre dello stesso anno l'arcivescovo di Genova cardinal Carlo Dalmazio Minoretti ne ordinò lo sgombero totale e la conseguente sconsacrazione, con decreto del 3 luglio 1933, trasferendo ogni arredo e bene nell'oratorio di San Bartolomeo che ne assunse anche l'intitolazione della chiesa. Anche le istituzioni civili ne ordinarono la chiusura con decreto del podestà locale, datato 8 marzo 1929, e del Genio civile di Genova per conto della prefettura in aprile.
Il decreto del cardinale genovese Giuseppe Siri, datato al 23 giugno del 1947, ne richiedeva il restauro dell'antica chiesa, ma per diverse ragioni si decise di demolire la diroccata struttura; nel corso degli anni 1960-1961 sia la chiesa che il campanile furono demoliti.
Per la realizzazione del nuovo edificio di culto fu scelto il progetto dell'ingegner Pierfrancesco Bozzo e l'8 marzo del 1965 si diede il via ai lavori; la prima pietra fu posizionata il 14 agosto.

## L'odierna chiesa
I lavori di edificazione durarono dal 1965 al 1966 e al termine fu consacrata dal cardinal Giuseppe Siri, il 17 giugno del 1967. La nuova struttura, più ampia e luminosa, è ad unica navata con due altari; il primo, quello maggiore, è dedicato a san Siro mentre il laterale è intitolato a Nostra Signora di Montallegro, patrona di Rapallo. Diversamente dalla precedente struttura non è stato edificato il campanile.
All'interno sono conservate diverse opere pittoriche e scultoree, provenienti dal vecchio edificio, quali due statue in marmo e in legno; la prima, di scultore ignoto, è dedicata alla Madonna della Neve, la seconda ritrae la Madonna del Rosario con il Bambino Gesù dello scultore Anton Maria Maragliano.
È inoltre custodito un dipinto del pittore Lorenzo Fasolo di Pavia datato al 13 maggio del 1503 ritraente i Santi Siro, Rocco e Sebastiano e un gruppo ligneo sulla cassa processionale raffigurante l'apparizione mariana di Nostra Signora di Montallegro a un contadino avvenuta a Rapallo il 2 luglio del 1557.